# دنیله کولاپریکو
دنیله جسیکا کولاپریکو (انگلیسی: Danielle Jessica Colaprico؛ زادهٔ ۶ مهٔ ۱۹۹۳) بازیکن فوتبال در پست هافبک اهل ایالات متحده آمریکا است.

## باشگاهی
از باشگاه‌هایی که در آن بازی کرده‌است می‌توان به شیکاگو رد استارز اشاره کرد.

## تیم ملی
وی همچنین در تیم‌های ملی فوتبال United States women's national under-23 soccer team و زنان ایالات متحده آمریکا بازی کرده‌است.